# Варде (коммуна, Дания)
Варде (дат. Varde Kommune) — датская коммуна в составе области Южная Дания. Площадь — 1245,66 км², что составляет 2,89 % от площади Дании без Гренландии и Фарерских островов. Численность населения на 1 января 2008 года — 50125 чел. (мужчины — 25324, женщины — 24801; иностранные граждане — 2029).

## История
Коммуна была образована в 2007 году из следующих коммун:
- Блобьерг (Blaabjerg)
- Блованнсхук (Blåvandshuk)
- Хелле (Helle)
- Варде (Varde)
- Эльгод (Ølgod)

## Железнодорожные станции
- Баунхёй (Baunhøj)
- Биллум (Billum)
- Боулеварден (Boulevarden)
- Дюребю (Dyreby)
- Элькердам (Elkærdam)
- Фрисвадвай (Frisvadvej)
- Хенне (Henne)
- Хессельмед (Hesselmed)
- Хюллерслев (Hyllerslev)
- Яннеруп (Janderup)
- Йегум (Jegum)
- Лёфтгор (Løftgård)
- Лунне (Lunde)
- Нёрре Небель (Nørre Nebel)
- Оксбёль (Oksbøl)
- Эльгод (Ølgod)
- Оутруп (Outrup)
- Сиг (Sig)
- Сёвиг Сунн (Søvig Sund)
- Тиструп (Tistrup)
- Варде Касерне (Varde Kaserne)
- Варде (Varde)
- Варде Вест (Varde Vest)
- Врёгум (Vrøgum)